# Чорний лев (журнал)
Чорний Лев   —  щомісячний український журнал коміксів для дорослих вік 18+, в якому публікувались комікси та манга авторів початківців. Також огляди на  фільми, серіали пов'язані зі комікс індустрією. Було випущено 6 випусків журналу.

## Історія
«Я давно цікавлюся коміксами. Раніше був журнал К9, я його постійно читав, усі випуски купував. Потім він закрився і нічого не було, утворився вакуум. Ніхто не робив подібного журналу, тож довелося зробити самому. У нас є декілька людей, які колись малювали для К9. Наприклад, ми публікували роботи художника Дмитра Койдана. Але зараз в основному малює у нас молодь і є досить хороші роботи. Наприклад, Наталії Ререкіної,  художниці, що малює манґу і навіть займає місця на міжнародних конкурсах. Нам пишуть/малюють любителі й аматори. Деякі комікси для рецензій нам дають комікс-шопи, а пишуть статті в журнал різні люди, які знаходяться у різних містах України. Але це ті люди, яким подобаються комікси», — розповідає редактор журналу Роман Рубець.